# Petra Žďárská
Petra Žďárská (* 1984, Pardubice) je česká cembalistka a klavíristka.
Vystudovala klavír na Konzervatoři v Pardubicích ve třídě MgA. Jany Turkové a cembalo na HAMU v Praze ve třídě prof. Giedrė-Lukšaitė Mrázkové. Pobyt ERASMUS strávila na CNSMD v Lyonu ve Francii. Absolvovala řadu mistrovských interpretačních kurzů u slavných cembalistů jako např. Françoise Lengellé, Bernhard Klapprott, Jacques Ogg, Zuzana Růžičková, Václav Luks. V roce 2017 připravila pro mezinárodní interpretační soutěž Pražské jaro edici Třech sonát pro cembalo od Josefa Antonína Štěpána (1726–1797) a zároveň dokončila svoje doktorské studium na HAMU.
Vystoupila na řadě festivalů v České republice (Lípa Musica, festival Mediterránea, Mladá Praha, Haydnovy hudební slavnosti, Talichův Beroun) i v zahraničí (Tschechische deutsche Kulturtage). Koncertuje jak sólově, tak se soubory Pro Arte Bohemica a FANDANGO. V roce 2012 získala čestné uznání poroty na prestižní mezinárodní interpretační soutěži Pražské jaro a cenu Nadace Gideona Kleina pro nejlepšího českého účastníka celé soutěže. Spolu s flétnistkou Michaelou Ambrosi byla vybrána na Listinu mladých umělců pro koncertní sezonu 2015–2016. Pedagogicky působí jako odborný asistent na Akademii múzických umění v Praze, na Konzervatoři v Pardubicích a na ZUŠ Učňovská v Praze.